# Militær Medalje

Médaille militaire (dansk: Militær Medalje) er en fransk, militær udmærkelse indstiftet 22. januar 1852 af Louis-Napoléon Bonaparte, som belønning af underofficerer eller menigt mandskab som havde udvist mod foran fjenden. Mandskab i både hæren og flåden kan tildeles medaljen. Medaljen tildeles også Frankrigs højeste officerer, i det tilfælde for fremragende lederskab. I meget sjældne tilfælde kan Médaille militaire også tildeles bysamfund, militære eller andre enheder. Blandt franske udmærkelser rangerer Médaille militaire efter Ordre de la Libération, men foran Ordre du Mérite. Medaljen forvaltes af Æreslegionens kancelli.

## Baggrund
Da Médaille militaire blev indstiftet var den Frankrigs eneste dekoration for belønning af menige og underofficerer. Behovet for belønning af heroisk indsats var øget, særligt som følge af Frankrigs erobring af Algeriet. Medaljen blev uddelt i stort antal, særlig under de store krige Frankrig har været engageret i. Medaljens prestige øgedes som følge af at den også blev tildelt landets fremmeste militære ledere, generaler, admiraler og marskaller.

## Udformning
Ved indstiftelsen bar medaljen Napoleon IIIs portræt i medaljonen, som på toppen havde en kejserlig ørn. Ved indførelse af
republikken blev udformningen ændret. Médaille militaire består nu af en madaljon med republikkens personificerede portræt omgivet først af en blåemaljeret bort med indskriften «République Française» og derefter af en laurbærkrans. Bagsiden bærer indskriften «Valeur et Discipline». Medaljonen er ophængt i et led bestående af korslagte våben og et anker. Medaljebåndet er gult med grønne kanter.

## Tildeling
Médaille militaire blev første gang tildelt 21. marts 1852, under en ceremoni hvor 48 soldater blev tildelt medaljen.
Under den første verdenskrig blev 230.000 eksemplarer af medaljen uddelt. Medaljen er i alt blevet tildelt omkring 1 million personer.
Blandt fremstående militærofficerer som har fået udmærkelsen er Ferdinand Foch, Joseph Joffre, Joseph Gallieni,
Hubert Lyautey, Antoine Béthouart, Jean de Lattre de Tassigny, Philippe Leclerc de Hauteclocque, Alphonse Juin
og Maxime Weygand. Militære enheders faner er også dekoreret med Médaille militaire. Et eksempel på dette er tildelingen til 3ème compagnie du 1er Régiment de chasseurs parachutistes efter at enheden mistede 58 mand i et angreb i Libanon 8. november 1983. Kompagniets fane blev da dekoreret med Médaille militaire.
Jean Moulin, leder af Conseil national de la Résistance, blev også tildelt medaljen.
Blandt civile modtagere er Maurice Feltin og Pierre-Marie Gerlier. I 1859 blev Médaille militaire for første gang tildelt en kvinde.
Médaille militaire er i beskedent omfang også tildelt udenlandske statsborgere. Blandt udenlandske modtagere af Médaille militaire er Albert I af Belgien, Storhertug Nikolaj af Rusland, Viktor Emmanuel III af Italien, John J. Pershing, Winston Churchill, Dwight D. Eisenhower og Franklin D. Roosevelt. Sidstnævnte blev tildelt medaljen posthumt.